# Calimero (personnage)
Ne doit pas être confondu avec Kelly Marot.
Pour l'évêque de Milan et saint, voir Calimero (évêque de Milan).
Pour les articles homonymes, voir Calimero.
Calimero est un personnage de fiction de dessin animé italien créé en 1962, d'abord publicitaire, puis héros de la série télévisée du même nom.
C'est un poussin anthropomorphe malchanceux. Seul poussin noir dans sa nichée, il porte sur la tête une demi-coquille d'œuf en guise de chapeau. L'expression « c'est vraiment trop injuste » est sa phrase fétiche.

## Histoire
La notoriété de Calimero est importante du début des années 1960 jusqu'à la fin des années 1970.
Personnage d'origine italienne, créé par les frères Nino et Toni Pagot ainsi que par Ignazio Colnaghi (it), Calimero est né en 1962,, pour les besoins d'une publicité de la lessive Ava diffusée pendant l'émission Carosello. Il fait sa deuxième apparition dans la série La costanza dà sempre buoni frutti (« La constance donne toujours de bons fruits ») puis dans une série dédiée « Calimero le poussin noir » à partir du 14 juillet 1963. Et s'il est noir, c'est qu'il est tombé dans la boue en naissant. Dans la publicité, la lessive le nettoie et le poussin retrouve sa couleur jaune native.
Après la mort de Nino Pagot, les héritiers produisent une série de dessins animés non-publicitaires (en couleurs) de 1, 2 puis 5 et enfin 20 minutes. Ces épisodes, destinés au marché international, furent même exportés au Japon. Le studio Toei en produisit un anime de 47 épisodes entre 1974 et 1975. En 1992, une nouvelle version (de 52 épisodes) fut réalisée avec de nouveaux équipements et personnages.
Ces épisodes (diffusés avec les séries de grande écoute pour enfants) se concluaient systématiquement par la même complainte se perdant dans l'éloignement « C'est pas juste ! C'est jamais juste ! c'est toujours à moi qu'on s'en prend ! C'est pas parce qu'on est petit et faible que... » dont la fin inaudible a donné lieu à bien des supputations. Le nom du personnage, et sa célèbre phrase préférée « C'est vraiment trop injuste » (souvent écrit « C'est vraiment trop inzuste », le personnage zézayant), entrent ainsi dans l’imaginaire collectif : Calimero devient le symbole de la personne qui se plaint de manière dérisoire ou victime d'un syndrome de persécution.
Le personnage de Calimero et les seconds rôles de la série sont encore utilisés de nos jours dans des activités promotionnelles : vêtements, casques de moto, produits scolaires, gadgets etc.

## Caractéristiques
L'ambiance des histoires correspond au lieu d'origine des auteurs : la province de Padoue notamment les alentours de Mirano. Le nom du poussin vient de la basilique San Calimero (à Milan) où Nino Pagot s'est marié.
Dans la série officielle, Calimero est présenté comme le dix-septième poussin de la couvée d'une poule padouane appelée Cesira (s'exprimant en dialecte padouan dans la version originale), qui renie ce fils car il est noir, et du (en apparence) rustre Gallettoni. Noir de la queue à la tête, il n'abandonne jamais la coquille de l'œuf dans lequel il est né.
Calimero vit une série d'aventures dans lesquelles — malgré son statut de vilain petit canard abandonné par sa famille et en mauvaise compagnie — le bien et la vérité triomphent toujours grâce à la bonne foi et l'honnêteté du poussin. À la fin de chaque épisode, le personnage publicitaire qu'est la Hollandaise de Mira Lanza (la marque de lessive) montre qu'en réalité Calimero n'est pas noir : il est seulement sale !
Comme ses parents n'offrent pas de refuge sûr au poussin, il réussit uniquement grâce à la Hollandaise et au produit vanté par la publicité. Cependant, le monde de Calimero n'est pas franchement hostile, il est confortable même s'il est peuplé de nombreux personnages peu recommandables : le rustre Pierrot, ou encore le prétendant professeur Galletti. Ceux-ci se contrastent avec les personnages amicaux, comme la fiancée de Calimero (Priscilla), et son ami Valériano.
Les histoires qui ont suivi la période de Carosello furent quasiment reprises telles quelles, le message publicitaire en moins. Dans ces épisodes (contrairement à ceux de Carosello), Calimero habite en famille (avec Cesira et Gallettoni), sa famille l'aime, et il est fils unique.
Un des thèmes musicaux de la série avait été écrit avec la collaboration d'auteurs tels que Luciano Beretta et Carmelo La Bionda. On leur doit le style disco/années 1970 du thème.

## Personnages des séries
- Calimero : le héros de l'histoire, il est réservé et se sent parfois délaissé du monde qui l'entoure. Au fond de lui, il est très généreux.
- Priscilla : la petite amie de Calimero, une oiselle timide pleine de bon sens. Elle est amoureuse de Calimero, c'est pour cette raison qu'elle le défend tout le temps quand Pierrot l'insulte.
- Ambroise Gallettoni : le papa de Calimero.
- Cesira Gallettoni : la maman de Calimero.
- Maître Hibou : le professeur d'école.
- Valériano : un oiseau vert obsédé par la réalisation de films, bon ami de Calimero.
- Susy : une cane toujours en pleine forme, c'est la petite amie de Pierrot et aussi l'amie de Calimero.
- Pierrot : le copain de Susy, également un canard (un colvert), il martyrise constamment Calimero mais plus tard dans les séries il devient son ami.
- Rosalie : la copine de Valériano. C’est une oiselle timide, qui est aussi une amie de Calimero.

## Auteurs
- Mise en scène : Nino Pagot, Toni Pagot
- Dessin et animation : Nino Pagot, Toni Pagot, Gianfranco Barenghi, Davide Benvenuti, Secondo Bignardi, Daniele Faragazzi, Anacleto Marosi, Alberto Manfredini, Carlo Peroni, Emilio Raineri.
- Scénarios : Nino Pagot, Toni Pagot, Ignazio Colnaghi
- Voix de Calimero : Ignazio Colnaghi (version française : Arlette Thomas puis Fanny Bloc)
- Musique : Ferdinando Palermo

## Syndrome de Calimero
En psychiatrie et en psychologie, le personnage de Calimero est repris pour désigner tout individu qui, de façon exagérée et permanente, se plaint d'être une victime, le plus souvent avec une attitude passive et en l'attente d'un sauveur,,